# Ti' Punch
Il Ti' Punch (in francese Petit Ponch), letteralmente "piccolo pugno", è una bevanda mista a base di rum, particolarmente popolare in Martinica, Guadalupa, Haiti, Guyana francese e in altre isole caraibiche francofone. È molto simile al daiquiri, che viene solitamente associato a Cuba, e alla caipirinha, uno dei cocktail simbolo del Brasile.

## Storia
La bevanda pare ebbe origine su Marie-Galante, l'isola dello zucchero nelle Piccole Antille, a sud di Guadalupa nel Mar dei Caraibi, durante i festeggiamenti per l'abolizione della schiavitù, avvenuta tramite decreto francese del 27 aprile 1848. Per celebrare il momento storico, abitanti e schiavi dell'isola, a quel punto liberi, mescolarono in grandi botti di legno e consumarono l'intera produzione di zucchero e rum destinata ai loro clienti.
Una prima descrizione del cocktail, per come lo conosciamo ora, è riportata sul giornale colonialista La Réforme sociale, in un articolo del 1903, riguardante usi e costumi della Martinica.
Al giorno d'oggi, nelle isole francofone dei Caraibi, in particolare a Marie-Galante, il Ti' Punch scandisce il ritmo delle giornate, tanto da risultare un vero e proprio rito. Il primo petit ponch della mattina è chiamato decollàge. È considerato il cocktail nazionale della Martinica.

## Composizione

### Ingredienti
La bevanda viene tradizionalmente preparata con:
- rum agricolo bianco;
- lime;
- sciroppo di zucchero di canna.[4]

Alcune varianti vedono l'utilizzo di rum agricolo invecchiato al posto del rum agricolo bianco e lo zucchero in alternativa allo sciroppo. Altri aromi fruttati possono essere aggiunti sopra al lime. Ciò che non può di certo mancare è il rum, che deve essere rigorosamente agricolo, ovvero distillato dal succo della canna da zucchero e non dalla melassa.

### Preparazione
In Martinica, nella Guadalupa e a Marie-Galante è d'uso comune servire al tavolo gli ingredienti separati, lasciando ad ognuno la possibilità di creare il proprio piccolo punch scegliendo le proporzioni preferite. Motivo per cui la ricetta originale non possiede dosi prestabilite, ma elenca soltanto gli ingredienti. Composto il drink, si mescola il tutto con uno swizzle, strumento usato per miscelare a mano molti drink caraibici, che nelle isole francesi viene chiamato bois lèlè o bwa-lèlè in creolo ed è ricavato dal rametto della pianta Quararibea turbinata. Riguardo al dubbio d'essere servito con o senza ghiaccio, le opinioni sono contrastanti, pur concordando sul fatto che il "vero" Ti' Punch debba essere servito senza, in quanto all'inizio del XX secolo il ghiaccio era considerato un lusso a cui i lavoratori della canna da zucchero non avevano accesso. Tuttavia, l'aggiunta di alcuni cubetti di ghiaccio consente ai sapori di acquistare maggiore carattere.